# Ariel, Bờ Tây

Ariel

Ariel, Israel (tiếng Hebrew: אריאל, tiếng Ả Rập:) là một thành phố Israel. Thành phố thuộc quận Judea & Samariac. Thành phố có diện tích 14,677 km2, dân số năm 2009 là người.